# Piper PA-44 Seminole
Piper PA-44 Seminole je dvomotorno propelersko športno letalo ameriškega proizvajalca Piper Aircraft.. Uporablja se za športno letenje in šolanje pilotov za večmotorni rating. PA-44 je razvit iz enomotornega Piper PA-28 Cherokee.
Seminole so proizvajali v letih 1979−82, 1989-90 in od leta 1995 naprej. Prva letala so imela dva 180 KM (135 kW) motorja Lycoming O-360-E1A6D, ki sta se vrtela v nasprotnih smereh, tako da letalo ni imelo kritičnega motorja. Tako je bilo v primeru odpovedi enega motorja lažje upravljanje.Poznejše verzije so imele motorje  Lycoming O-360-A1H6.
PA-44-180T Turbo Seminole uporablja dva 180 KM (135 kW) Lycoming TO-360-E1A6D motorja s turbopolnilnikom. Turbo Seminle ima večjo gros težo in sicer 3925 lb (1780 kg), ima pa isto pristajalno težo. 
Letalo ima porabo goriva okoli 23 gal/h (87 L/h) in potovalno hitrost 155 vozlov.
PA-44 ima T-rep, podobno kot Piper Arrow IV.

## Tehnične specifikacije (PA-44-180 Seminole)
Podatki iz Airliners.net
Splošne karakteristike
- Posadka: 1 pilot
- Število sedežev: 3 potniki (skupaj 4)
- Dolžina: 27 ft 7,2 in (8,41 m)
- Razpon kril: 38 ft 8 in (11,77 m)
- Višina: 8 ft 6 in (2,59 m)
- Širina kabine: 41 in (1,04 m)
- Višina kabine: 49 in (1,24 m)
- Površina kril: 184 ft2 (17,1 m2)
- Teža praznega letala: 2360 lb (1070 kg)
- Maks. vzletna teža: 3800 lb (1723 kg)
- Pogon letala:  ×  zračnohlajeni štirivaljni protibatni 1 Lycoming O-360-A1H6, 1 Lycoming LO-360-A1H6, 180 KM (135 kW) na nivoju morja vsak
- Propelerji: Dokraki Hartzell HC-C2Y(K,R)-2 s konstantnimi vrtljaji propeler, 1 per engine
- Maksimalna teža 3 816 lb (1731 kg)
 Gorivo: dva tanka nameščena za motorji, vsak s kapaciteto 55 ameriških galon

 Zmogljivost 
- Potovalna hitrost: 155 vozlov
- Doseg: 1000 milj (1630 km)
- Višina leta: 17100 ft (5213 m)
- Hitrost vzpenjanja: 1200 ft/min (366 m/min)
- Obremenitev kril: 21,1 lb/ft2 (100,8 kg/m2)
- Razmerje moč/teža: 10,55 lb/KM (0,16 kW/kg)
- Višina leta z enim neoperativnim motorjem 3800 ft